# Hoofdklasse schaken 1972/73
In het Hoofdklasse-seizoen 1972/73 werd gestreden door tien teams van schaakverenigingen om het landskampioenschap van Nederland. Schaakvereniging Charlois eiste voor de tweede maal in de historie de landstitel op. 
In dit seizoen maakte Genna Sosonko zijn debuut in de Hoofdklasse namens Schaakvereniging Moerwijk. Hij speelde aan bord 1 en scoorde 5½ uit 7. Het jaar erop stapte hij over naar het gesponsorde Philidor Leeuwarden.

## Eindstand[3]
| #  | Team            | MP | BP  |
| -- | --------------- | -- | --- |
| 1  | Charlois        | 14 | 53  |
| 2  | DD              | 11 | 50  |
| 3  | Eindhoven       | 11 | 48½ |
| 4  | Philidor Leiden | 11 | 47½ |
| 5  | Moerwijk        | 11 | 46½ |
| 6  | Watergraafsmeer | 10 | 50  |
| 7  | BSG             | 9  | 44  |
| 8  | VAS/ASC         | 8  | 44  |
| 9  | Rotterdam       | 4  | 34½ |
| 10 | Unitas          | 1  | 32  |

### Legenda
|  | Landskampioen |
|  | Degradant     |

Eerste klasse

1920/21 · 1921/22 · 1922/23 · 1923/24 · 1924/25 · 1925/26 · 1926/27 · 1927/28 · 1928/29 · 1929/30 · 1930/31 · 1931/32 · 1932/33 · 1933/34 · 1934/35 · 1935/36 · 1936/37 · 1937/38 · 1938/39 · 1939/40 · 1940/41 · 1941/42
Hoofdklasse

1942/43 · 1943/44 · 1944/45 · 1945/46 · 1946/47 · 1947/48 · 
1948/49 · 1949/50 · 1950/51 · 1951/52 · 1952/53 · 1953/54 · 1954/55 · 1955/56 · 1956/57 · 1957/58 · 1958/59 · 1959/60 · 1960/61 · 1961/62 · 1962/63 · 1963/64 · 1964/65 · 1965/66 · 1966/67 · 1967/68 · 1968/69 · 1969/70 · 1970/71 · 1971/72 · 1972/73 · 1973/74 · 1974/75 · 1975/76 · 1976/77 · 1977/78 · 1978/79 · 1979/80 · 1980/81 · 1981/82 · 1982/83 · 1983/84 · 1984/85 · 1985/86 · 1986/87 · 1987/88 · 1988/89 · 1990/91 · 1991/92 · 1992/93 · 1993/94 · 1994/95 · 1995/96
Meesterklasse

1996/97 · 1997/98 · 1998/99 · 1999/00 · 2000/01 · 2001/02 · 2002/03 · 2003/04 · 2004/05 · 2005/06 · 2006/07 · 2007/08 · 2008/09 · 2009/10 · 2010/11 · 2011/12 · 2012/13 · 2013/14 · 2014/15 · 2015/16 · 2016/17 · 2017/18· 2018/19 · 2019/20 · 2020/21 · 2021/22 · 2022/23 · 2023/24 · 2024/25